# Laurent-Guillaume de Koninck
Laurent-Guillaume de Koninck (Leuven, 3 de maio de 1809 — Liège, 16 de julho de 1887) foi um paleontólogo e químico belga.
Foi laureado com a medalha Wollaston de 1875, concedida pela Sociedade Geológica de Londres, e a medalha Clarke de 1886, pela Sociedade Real de Nova Gales do Sul.

## Obras
- "Éléments de chimie inorganique", 1839
- "Description des animaux fossiles qui se trouvent dans le terrain Carbonifère de Belgique", 1842-1844, expandido em  1851
- "Recherches sur les animaux fossiles", 1847, 1873